# Yola babaulti
Yola babaulti är en skalbaggsart som beskrevs av Peschet 1921. Yola babaulti ingår i släktet Yola och familjen dykare. Inga underarter finns listade i Catalogue of Life.